# PKPASS
PKPASS 是一种文件格式，用来存储和交换数字通行证，最早是由 Apple 为他们的 Wallet 应用开发的。它主要用于展示一些 “打印在小纸票上或小塑料上”的一些数据，像是登机牌、优惠券、会员卡和证书等等。 它的标准是公布在互联网上的，因此这也让 Android 和 Windows 等其他的平台可以开发与 Apple Wallet 相兼容的实现。 

## 文件结构
该文件是一个 ZIP 归档文件，文件扩展名为 .pkpass ，其中包含一组描述数字通行证的数字签名文件。多个 .pkpass 文件可以进一步组合成一个扩展名为 .pkpasses 的 ZIP 归档，以便组合多个数字通行证来便于分发。
示例 PKPASS 文件的文件内容可能如下所示：
- icon.png
- icon@2x.png
- pass.json
- manifest.json
- signature
- en.lproj/
  - logo.png
  - logo@2x.png
  - pass.strings
- ru.lproj/
  - logo.png
  - logo@2x.png
  - pass.strings

icon.png 文件是在数字通行证的小图标，它会在通知中心或者邮件中展示。 
logo.png 会显示在卡票的左上角。
本地化资源（像是图片和字符串资源）存储在这样命名的子文件夹中： <bcp47-Language-TAG>.lproj
例如英语使用 en.lproj，俄语使用 ru.lproj，简体中文为 zh-Hans.lproj，繁体中文则采用 zh-Hant.lproj。
pass.json 是用来描述整个数字通行证结构和数据的 JSON 格式文件。
manifest.json 是一个 JSON 字典，其中包含除 manifest.json 本身和签名之外的所有文件的SHA-1哈希值。
signature 文件包含了针对 manifest.json 文件的 PKCS#7 签名